# 塔扬
塔扬（法語：Taillant，法語發音：[tajɑ̃]）是法国滨海夏朗德省的一个市镇，位于该省中部略偏东，属于圣让当热利区。

## 地理
塔扬（45°54'2"N, 0°37'14"W）面积4.96 平方千米，位于法国新阿基坦大区滨海夏朗德省，该省份为法国西部滨海省份，北起旺代省，西临大西洋，南至吉倫特省，东南接多爾多涅省，东北接德塞夫勒省接壤，东临夏朗德省。
与塔扬接壤的市镇（或旧市镇、城区）包括：比涅、弗尼乌、格朗让、莱努耶、圣萨维尼安。

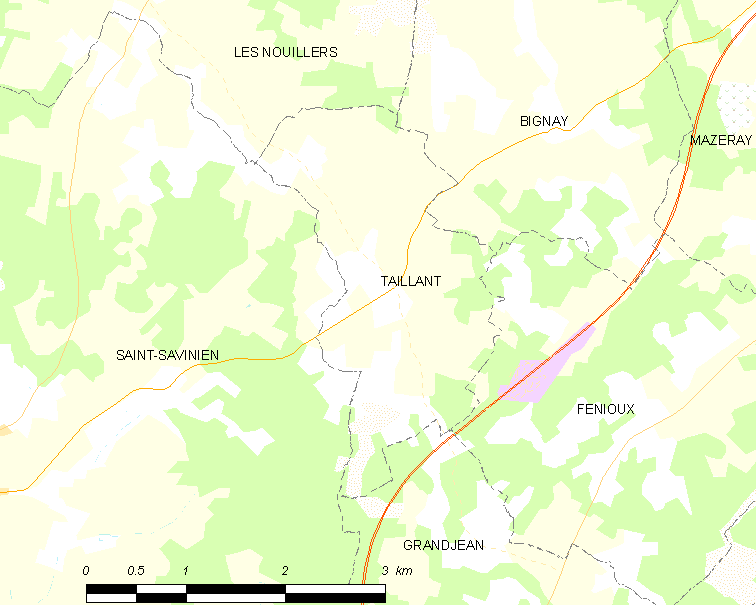
塔扬的OSM定位图

塔扬的时区为UTC+01:00、UTC+02:00（夏令时）。

## 行政
塔扬的邮政编码为17350，INSEE市镇编码为17435。

## 政治
塔扬所属的省级选区为圣让当热利县。

## 人口

1962-2008年间塔扬人口变化图示

塔扬于2022年1月1日时的人口数量为191人。